# Frölunda Specialistsjukhus

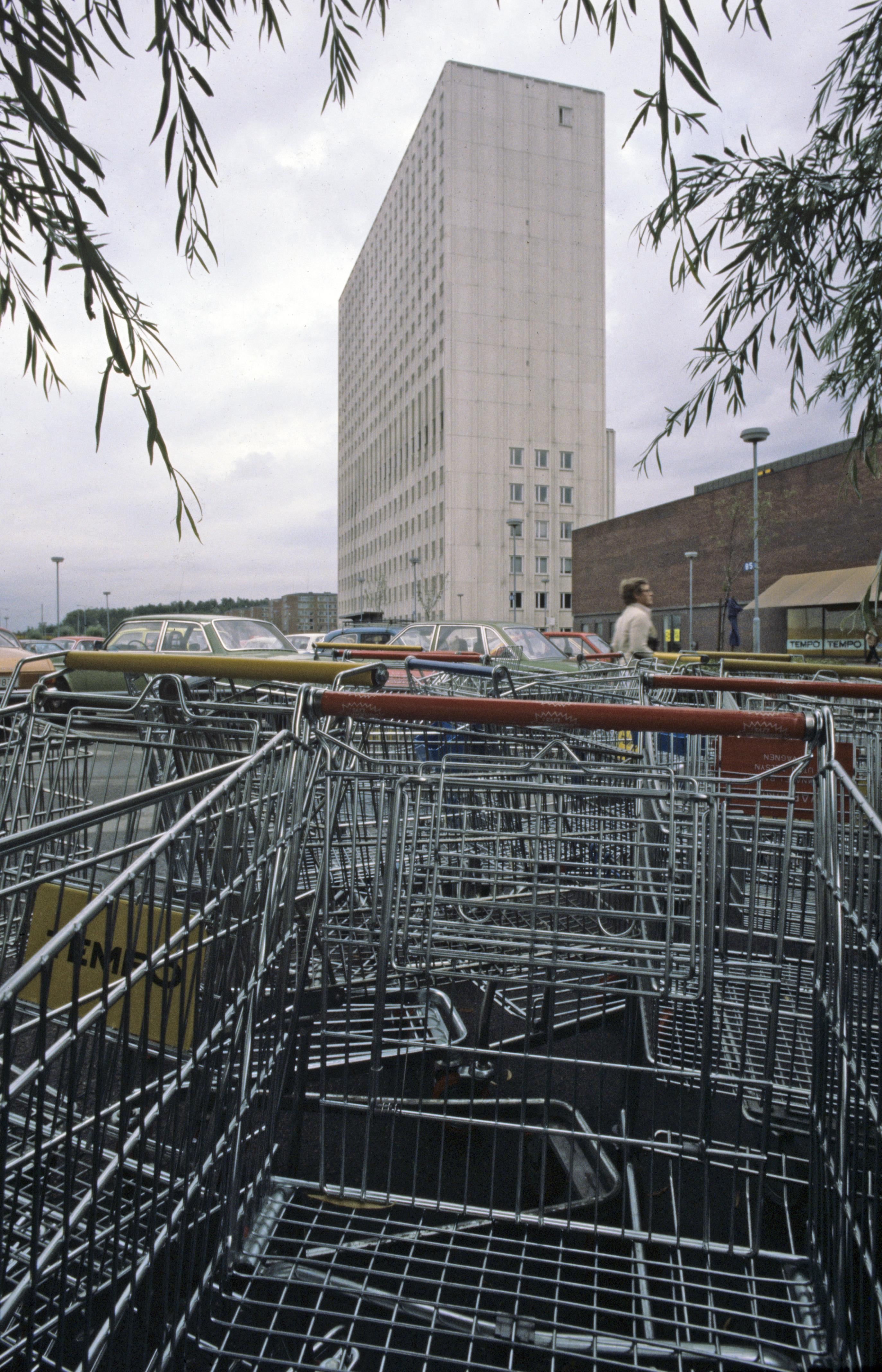
Frölunda Specialistsjukhus. Foto 1977.

Frölunda Specialistsjukhus har i början av 2024 ersatts av nybyggda Högsbo närsjukhus.
Frölunda specialistsjukhus låg i Frölunda i direkt anslutning till Frölunda torg, cirka 9 km sydväst om Göteborgs centrum. Det var ett sjukhus som i huvudsak bedrev planerad kirurgi (elektiv kirurgi). Där fanns specialister på öron, näsa och hals, neurologi, gynekologi, ortopedi, medicin, hud, ögon, kirurgi och röntgen. Samtliga verksamheter har flyttat med in i nya Högsbo närsjukhus.
Frölunda Specialistsjukhus invigdes 1968 som ett närsjukhus för boende i bland annat Tynnered, Frölunda och Älvsborg. Sjukhuset tillhörde sjukhusförvaltningen Sjukhusen i väster inom Västra Götalandsregionen. Byggnaden var ett 55 m högt skivhus och var Frölundas dominerande höghus. Av husets 17 våningar var de 5 lägsta sjukhus, resterande bostäder.